# Павловиці (Лодзинське воєводство)
Павловиці (пол. Pawłowice) — село в Польщі, у гміні Кшижанув Кутновського повіту Лодзинського воєводства.
Населення — 143 особи (2011).
У 1975-1998 роках село належало до Плоцького воєводства.

## Демографія
Демографічна структура станом на 31 березня 2011 року:
|          | Загалом | Допрацездатний вік | Працездатний вік | Постпрацездатний вік |
| -------- | ------- | ------------------ | ---------------- | -------------------- |
| Чоловіки | 75      | 13                 | 54               | 8                    |
| Жінки    | 68      | 8                  | 42               | 18                   |
| Разом    | 143     | 21                 | 96               | 26                   |